# HARIMA BEAT CROSSING
HARIMA BEAT CROSSING（ハリマ・ビート・クロッシング）は、毎週金曜19:00 - 20:45に東播磨をエリアにするコミュニティFM局、BAN-BANラジオで放送されているラジオ番組である。

## 概要
2010年4月9日に放送を開始した。同時に姫路を中心に西播磨をエリアにするFM-GENKIにネット放送し、播磨地域全域をカバーしている。サイマルラジオ・ListenRadio経由で、放送対象地域以外でも無料で聴取可能。また、BAN-BANラジオのみ翌日の毎週土曜17:00 - 18:45に再放送あり。

## 番組内容
- 金曜日の夜、80年代から最新の曲までリクエストやメッセージを中心に、ターザン山下の地上波放送局では話せないディープかつゆるいトークで盛り上げ、合いの手にディレクターのハットリもトークに加わっている。
- 番組内コーナーでは、「クロッシングLOVEトーク」は”愛の伝道師”ようこっち[1]が出演し、放送ギリギリのLOVEトークを展開している。20時には、かつてはダンスナンバーのノンストップミックスコーナーも流されていた[2]が、2020年8月からはターザン山下と鉄道アイドルの斉藤雪乃のコンビによる、鉄道に関するコーナー「雪乃・ターザンの鉄分100％」[3]を放送中。
- 播磨地域の企業を中心に、百貨店をはじめ、焼肉店、清掃会社など多数の地元企業がスポンサーとなっている。

## パーソナリティ
- ターザン山下

## 出演
- ハットリ（ディレクター）
- ようこっち（志藤陽子）[4]
- 斉藤雪乃(「雪乃・ターザンの鉄分100％」コーナー出演[3])

## 過去の出演
- ミッチーワン（元ディレクター）

## タイムテーブル
- 19:40 - クロッシングLOVEトーク
- 19:50 - エムチーカマー(提供:ヤマサ蒲鉾)
- 20:00 - 雪乃・ターザンの鉄分100％[3](提供:まねき食品)
- 20:11 - NONSTOP BEAT CROOSING[2]
- 20:40 - エンディング～オオトリは誰だ！